# Rodrigo Almeida e Menezes
Rodrigo Almeida e Menezes, markiz de Fontes (ur. 19 października 1676 w Lizbonie, zm. 30 kwietnia 1733 w Abrantes) – portugalski dyplomata.
W latach (1712–1718) był reprezentantem królestwa Portugalii (E. E. M. P.) na dworze papieskim w Rzymie. Odpowiednie instrukcje wydano mu 29 sierpnia 1711 roku. Oficjalnie akredytowano go przy Stolicy Apostolskiej 16 stycznia 1712. Odznaczony w 1720 przez króla Hiszpanii Filipa V Orderem Złotego Runa.